# Xin hai shuang shi
Xin hai shuang shi é um filme taiwanês de 1981, do gênero drama de guerra, dirigido e escrito por Ting Shan-hsi.
Traduzido para o inglês como The Battle for the Republic of China, foi selecionado como representante de Taiwan à edição do Oscar 1983, organizada pela Academia de Artes e Ciências Cinematográficas.